# マージー子爵
マージー子爵（英: Viscount Mersey）は、イギリスの子爵、貴族。連合王国貴族爵位。法曹家ジョン・ビガムが1916年に叙されたことに始まる。1995年以降、ロード・オブ・パーラメントたるネアーン卿（1681年創設のスコットランド貴族爵位）も併せ持っている。

## 歴史

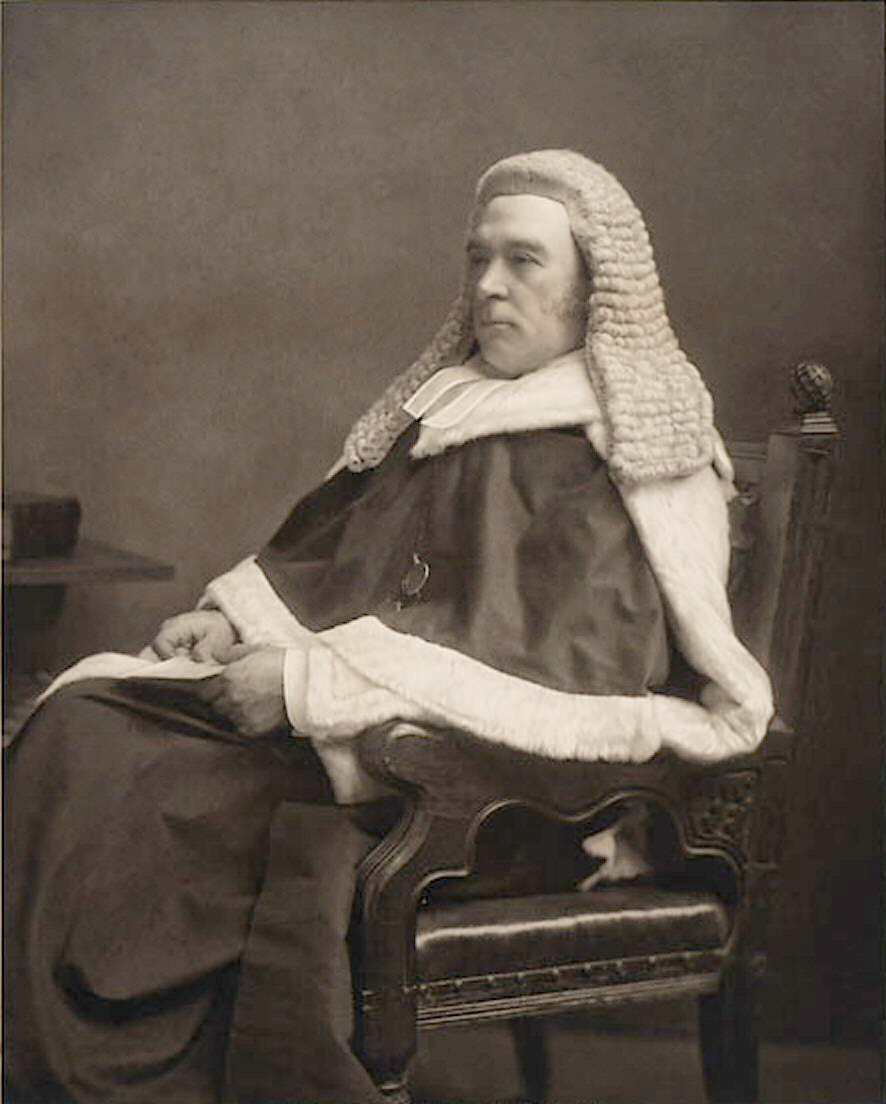
初代子爵ジョン・ビガム

高等法院女王座部判事や家事部長官を歴任したジョン・ビガム(1840–1929)は、1910年3月16日に連合王国貴族としてランカスター州トクステスにおけるマージー男爵(Baron Mersey, of Toxteth in the County Palatine of Lancaster)に叙された。初代男爵はタイタニック沈没事故を含むいくつかの海事審判を行ったのち、1916年1月22日にランカスター州トクステスにおけるマージー子爵(Viscount Mersey, of Toxteth in the County Palatine of Lancaster)に陛爵した。
その息子の2代子爵チャールズ(1872-1956)は義和団の乱に従軍した陸軍軍人で、のち政界に転じて枢密顧問官に任じられている。
その孫にあたる4代子爵リチャード(1934–2006)は1995年に母方からスコットランド貴族爵位のネアーン卿を継承した。これ以降、歴代の子爵家当主は卿位を併せ持っている。
2020年現在、その息子である5代子爵エドワード(1966-)が子爵家現当主である。
一族の邸宅は、サセックス州プルバラ近郊に位置するビグナー・パーク(Bignor Park)。

## 現当主の保有爵位
現当主である第5代マージー子爵エドワード・ジョン・ヘイラム・ビガムは以下の爵位を有する。 
- 第5代ランカスター州トクステスにおけるマージー子爵(5th Viscount Mersey, of Toxteth in the County Palatine of Lancaster)
(1916年1月22日の勅許状による連合王国貴族爵位)
- 第14代ネアーン卿(14th Lord Nairne)
(1681年1月27日の勅許状によるスコットランド貴族爵位)
- 第5代ランカスター州トクステスにおけるマージー男爵(Baron Mersey, of Toxteth in the County Palatine of Lancaster)
(1910年3月16日の勅許状による連合王国貴族爵位)

## マージー子爵（1916年）
- 初代マージー子爵ジョン・チャールズ・ビガム（英語版） （1840–1929）
- 第2代マージー子爵チャールズ・クライブ・ビガム（英語版） （ 1872-1956 ）
- 第3代マージー子爵エドワード・クライヴ・ビガム （1906–1979）
- 第4代マージー子爵・（第13代ネアーン卿）リチャード・モーリス・クライブ・ビガム （1934–2006）（1995年にネアーン卿位継承）
- 第5代マージー子爵・（第14代ネアーン卿）エドワード・ジョン・ヘイラム・ビガム （1966-）

爵位の推定相続人は、現当主の叔父であるデビッド・エドワード・ヒュー・ビガム（1938-）閣下。 
推定相続人の法定推定相続人は、その息子チャールズ・リチャード・ペティ・ビガム（1967-）。 
なお、ネアーン卿位の法定推定相続人は、現当主の娘フローレンス・ビガム。 